# Band of Brothers (álbum)
Band of Brothers es el sexagesimooctavo álbum de estudio del músico estadounidense Willie Nelson publicado por la compañía discográfica Legacy Recordings el 17 de junio de 2014. El álbum, que contiene nueve composiciones propias de Nelson después de lanzar varios discos únicamente con versiones de otros artistas, obtuvo buenas reseñas de la prensa musical y buenos resultados comerciales. Al respecto, llegó al primer puesto en la lista Top Country Albums de Billboard y a la quinta posición de la general Billboard 200.

## Grabación
Producido por Buddy Cannon, el álbum fue grabado entre octubre de 2013 y marzo de 2014. Las sesiones tuvieron lugar en los Sound Emporium Studios de Nashville con otras grabaciones adicionales en el Pedernales Studio de Austin (Texas) y el Hit Factory Criteria de Miami (Florida). Fue dedicado a Butch Carr, quien falleció dos semanas después de completar las mezclas del álbum.
Después de seleccionar las canciones, Nelson grabó demos de los temas con su guitarra, los cuales mandó a Buddy Cannon. En el estudio, Cannon contrató a músicos de sesión y arregló las canciones basándose en las demos originales. A posteriori, Nelson superpuso su voz a las pistas básicas.

## Lista de canciones
| N.º | Título                              | Escritor(es)                              | Duración |  |
| 1.  | «Bring it On»                       | Willie Nelson, Buddy Cannon               | 2:54     |  |
| 2.  | «Guitar in the Corner»              | Willie Nelson, Buddy Cannon               | 3:56     |  |
| 3.  | «The Wall»                          | Willie Nelson, Buddy Cannon               | 3:29     |  |
| 4.  | «Whenever You Come Around»          | Vince Gill, Pete Wasner                   | 4:13     |  |
| 5.  | «Wives and Girlfriends»             | Willie Nelson, Buddy Cannon               | 3:02     |  |
| 6.  | «I Thought I Left You»              | Willie Nelson, Buddy Cannon               | 3:02     |  |
| 7.  | «Send Me a Picture»                 | Willie Nelson, Buddy Cannon               | 3:59     |  |
| 8.  | «Used to Her»                       | Willie Nelson, Buddy Cannon               | 2:47     |  |
| 9.  | «The Git Go» (con Jamey Johnson)    | Billy Joe Shaver, Gary Nicholson          | 4:08     |  |
| 10. | «Band of Brothers»                  | Willie Nelson, Buddy Cannon               | 2:51     |  |
| 11. | «Hard to Be an Outlaw»              | Billy Joe Shaver                          | 3:09     |  |
| 12. | «Crazy Like Me»                     | Dennis Morgan, Shawn Camp, Billy Burnette | 3:17     |  |
| 13. | «The Songwriters»                   | Gordie Sampson, Bill Anderson             | 3:16     |  |
| 14. | «I've Got a Lot of Traveling to Do» | Dennis Morgan                             | 3:18     |  |

## Posición en listas
| País           | Lista              | Posición |
| -------------- | ------------------ | -------- |
| Estados Unidos | Top Country Albums | 1        |
| Estados Unidos | Billboard 200      | 5        |
| Reino Unido    | UK Albums Chart    | 52       |